# Марія Єлизавета фон Ульфельдт
Марія Єлизавета фон Ульфельдт (нім. Marie Elisabeth von Ulfeldt; 19 вересня 1747 — 27 січня 1791) — австрійська шляхтянка XVIII сторіччя з роду Ульфельдтів, донька міністра закордонних справ Священної Римської імперії графа Корфіца Антона фон Ульфельдта та Марії Єлизавети з Лобковіц, дружина графа Георга Крістіана фон Вальдштейна.

## Біографія
Марія Єлизавета народилась 19 вересня 1747 року у Відні. Вона була третьою дитиною та другою донькою в родині міністра закордонних справ Священної Римської імперії графа Корфіца Антона фон Ульфельдта та його другої дружини Марії Єлизавети з Лобковіц. Дівчинка мала старшу сестру Марію Вільгельміну. Брат Йоганн Баптіст помер до її народження.
У 17-річному віці Марія Єлизавета взяла шлюб із 22-річним графом Георгом Крістіаном Вальдштейн-Вартемберзьким. Весілля відбулося 29 серпня 1765 року у Іннсбруку. У подружжя народилося дев'ятеро дітей.
Марія Єлизавета пішла з життя у Відні у 43-річному віці. Георг Крістіан помер за кілька місяців.

## Родина
Чоловік — Георг Крістіан фон Вальдштейн
Діти:
- Марія Йозефа (1767—1820) одружена не була, дітей не мала;
- Георг Йозеф (1768—1825) був одруженим із графинею Гогенфельд, мав двох дітей;
- Марія Єлизавета (1769—1813) —дружина графа Йозефа Каролі де Нагікаролі, мала шестеро дітей;
- Марія Антонія (1771—1854) — дружина князя Ференца Йозефа Кохарі, мала двох дітей;
- Еммануїл (1773—1829) був одруженим із Марією Терезією Нагіміхалі, мав п'ятеро дітей;
- Вільгельміна (1775—1849) — дружина графа Коллоредо-Маннсфельда Ієронімуса, мала двох дітей;
- Франц де Паула (1776—1795) прожив 18 років, одруженим не був, дітей не мав;
- Йоганн (1778—1783) прожив 5 років;
- Людовіка (1779—1783) прожила 3 роки.